# Seselopsis
Seselopsis es un género monotípico de planta herbácea perteneciente a la familia Apiaceae. Su única especie es: Seselopsis tianschanica.

## Descripción
Son plantas que alcanzan un tamaño de 40-100 cm de altura. El tallo púrpura por abajo, estriado. Las hojas inferiores pecioladas, con vainas oblongo-lanceoladas, de 3-4 pares de pinnas primarias; segmentos finales linear-lanceoladas, de 20-90 x 1-5 mm. Hojas superiores reducidas, 1-pinnadas, 3-lobuladas o completas, sésiles en vainas ampliadas. Umbelas primarias 5-9 cm de diámetro, umbelas laterales más pequeñas; rayos 4-20, de 2-7 cm, desiguales; bractéolas 4-9, lanceoladas, de 3 mm, por lo general iguales o superiores a las flores, márgenes membranosos; umbellules muchas flores, 10-12 mm de ancho. Frutas 3-4 ×  2 mm. Fl. Julio, fr. Agosto.

## Distribución y hábitat
Se encuentra entre los arbustos, en las laderas cubiertas de hierba; a una altitud de 1500-2500 metros en Xinjiang (Tian Shan). Kazajistán, Kirguistán.

## Propiedades
Esta especie ha reputado valor medicinal con efectos antioxidantes por los flavonoides  que contiene la planta.

## Taxonomía
Seselopsis tianschanica fue descrita por Boris Konstantinovich Schischkin y publicado en Bot. Mater. Gerb. Bot. Inst. Komarova Acad. Nauk SSSR 13: 159 159 1950.